# GO9

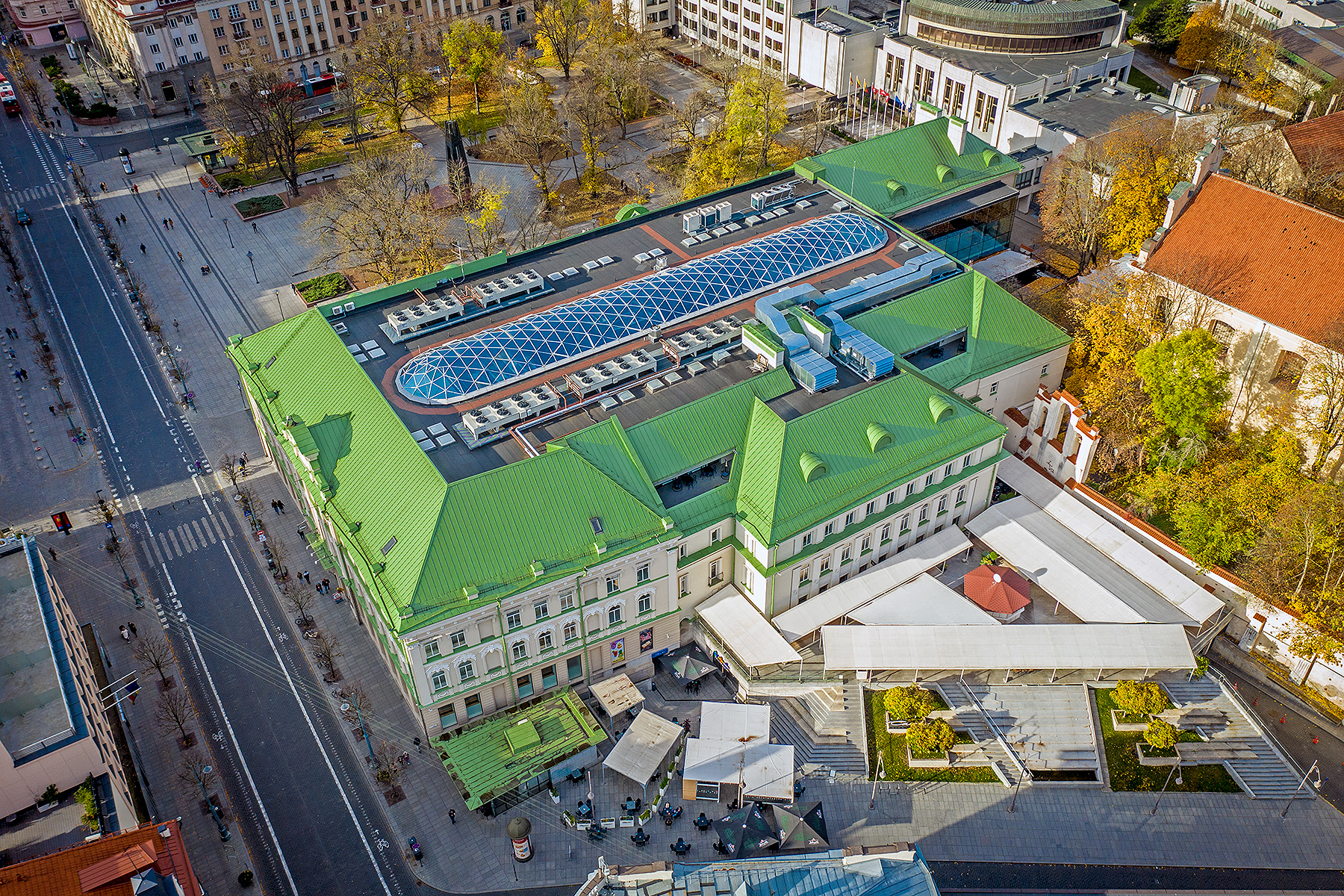
Go9 (Luftbild)

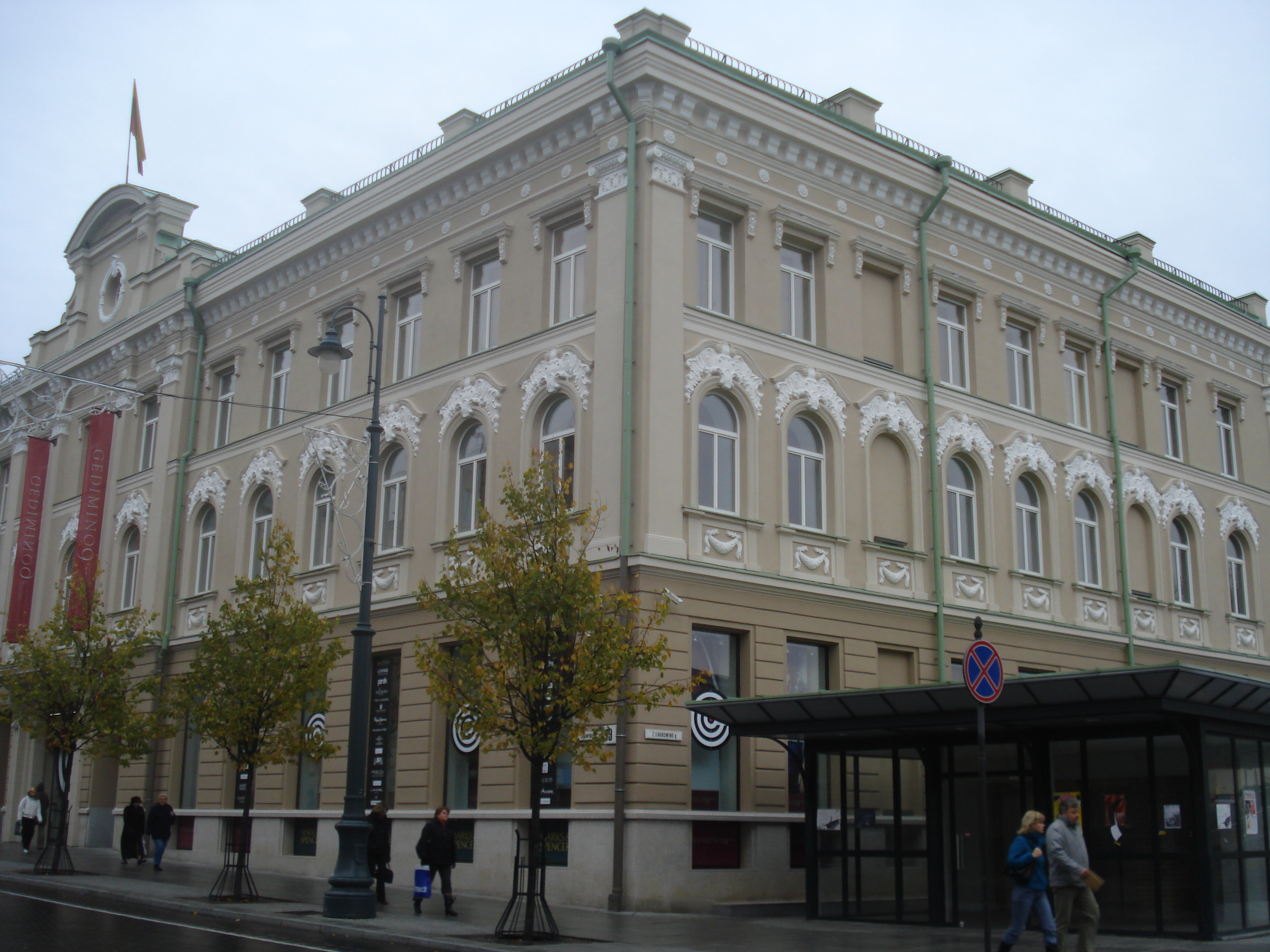
Gedimino 9

GO9 (früher Gedimino 9) ist ein Einkaufszentrum, eingerichtet 2007  in der litauischen Hauptstadt Vilnius. Es befindet sich auf dem Gediminas-Prospekt, in der Altstadt Vilnius.

## Geschichte
1893 wurde das Gebäude nach dem Projekt von Alexei Polosow gebaut. Im 20. Jahrhundert gab es hier den ersten Nachtclub der Stadt, „Palas de Dance“. Hier hatte auch ihren Sitz die Redaktion und Druckerei von „Kurjer Wilenski“. 
1948 wurde es durch Antanas Spelskis zum Sitz des Zentralkomitees der Kommunistischen Partei Litauens umgebaut. 
Ab 1983 hatte hier die Stadtverwaltung Vilnius ihren Sitz. Von 2005 bis 2007 wurde das Gebäude nach dem Projekt der Architekten Marc Wilson, Irma Kašėtaitė und Antanas Gvildys restauriert und wurde zum Einkaufszentrum „Gedimino 9“. 2014 wurde es nach einem Betreiberwechsel in „GO9“ umbenannt.